# Meurtre de Marine Boisseranc
Le meurtre de Marine Boisseranc est une affaire criminelle française non élucidée, lorsque cette jeune étudiante de 20 ans est retrouvée tuée à son domicile, le 11 octobre 2005. Malgré les relances de la famille auprès de la justice, l'enquête ne débouche sur aucune piste concordante depuis la date des faits.

## Profil de la victime
Marine Boisseranc est étudiante en BTS de comptabilité à Villefranche-sur-Saône et habite à Chazay-d'Azergues, dans le Rhône. Elle vit dans le pavillon familial, avec ses deux frères et ses parents,. Sa mère est médecin acuponcteur et son père délégué médical chez Sanofi. Alors en relation, elle envisage de rompre avec son petit-ami.

## Faits
Rentrée plus tôt des cours ce jours-là, elle est retrouvée dans une mare de sang, morte poignardée de douze coups de couteaux, dans le thorax et dans le dos. C'est son père qui la découvre inanimée derrière le canapé, quelques minutes seulement après le meurtre alors qu'il vient de rentrer au domicile familial. Il appelle alors immédiatement un de ses amis médecins dont le cabinet est situé à 300 mètres du domicile ; une fois sur les lieux, celui ci lui annonce le décès de la victime.

## Enquête
Seuls quelques indices sont trouvés :
- Une empreinte de pas (chaussure Nike, 43) ;
- Vers l'heure du crime, le portable de la victime a joint son garagiste, qui n'a entendu qu'une voix d'homme intimant de raccrocher, selon les factures détaillées (fadettes) fournies par son opérateur ;
- Le portable de la victime ne sera jamais retrouvé, bien que nombre de personnes tenteront vainement d'en retrouver la trace autour du domicile familial ;
- Aucune trace d'effraction du domicile n'a été relevée[10].

En 2021, après plus de quinze ans sans résultats, la police émet un appel à témoignages.

## Suspects
- Rôdeur

Pendant un temps, l'enquête se dirigera vers un rôdeur sans domicile fixe, mais sans suite concluante.
- Stéphane Moitoiret

La justice évalue également la possibilité que Stéphane Moitoiret, l'assassin du petit Valentin, soit responsable du crime.
En décembre 2020, un témoignage est publié dans le quotidien régional Le Progrès : un témoin indique avoir croisé le couple Stéphane Moitoiret / Noëlla Hego, le 11 octobre 2005, à 400 mètres à vol d’oiseau de la maison des Boisseranc. Quelques jours plus tard, un deuxième témoin se manifeste et confirme avoir croisé le couple Moitoiret à Morancé, village voisin de Chazay-d'Azergues, le matin du meurtre. Ces deux témoignages incitent les enquêteurs à s'intéresser à la potentielle implication du couple Moitoiret dans la commission de ce crime. En mars 2021, un appel à témoins est diffusé par la direction centrale de la police judiciaire afin de retrouver d'autres témoins qui auraient pu apercevoir le couple à cette époque.
- Ancien petit ami

Ludovic Pierrefeu, ancien petit ami, a longtemps été soupçonné, mais faute de charges suffisantes, il est placé sous statut de témoin assisté en 2014.

## Enquête
En vingt ans, le dossier fait plus de trente-deux tomes. Il a vu plusieurs magistrats à sa charge, et plusieurs faux pas de procédures ont eu lieu ou été évités de justesse. Le père de famille, impliqué au maximum dans la recherche de l'auteur, y a consacré sa vie.